# マイク・シャープ・ジュニア
アイアン・マイク・シャープ（Iron Mike Sharpe）のリングネームで知られるマイク・シャープ・ジュニア（Mike Sharpe, Jr.、1951年10月28日 - 2016年1月17日）は、カナダ・オンタリオ州ハミルトン出身のプロレスラー。
日本プロレスの黎明期に来日して力道山らと対戦し、日本のプロレスブームの火付け役となったシャープ兄弟の弟、マイク・シャープの息子である。現役選手時代はカナダやアメリカ南部およびWWFを主戦場に、大型のラフ&パワーファイターとして活躍した。

## 来歴
デューイ・ロバートソンのトレーニングを受け、1973年にプロレスラーとしてデビュー。当時はカナダを主戦場に、ジン・キニスキーらが主宰するバンクーバーのNWAオールスター・レスリングなどで活動。1977年6月27日にはガイ・ミッチェルを破ってNWAパシフィック・コースト・ヘビー級王座を獲得している。
1979年4月、全日本プロレスに初来日。5月2日に長崎国際体育館にてジャンボ鶴田のUNヘビー級王座に挑戦、敗れはしたもののカナディアン・バックブリーカーで鶴田から1本取っている（当初、UN王座には共に来日していたジン・キニスキーが挑戦する予定だったが、コンディションの問題で若いシャープに挑戦権が譲られた）。
同年よりアメリカの南部エリアに進出。ビル・ワットが主宰していたミッドサウスのMSWAではマイク・ジョージと抗争を繰り広げ、9月5日にルイジアナ・ヘビー級王座、同月19日にミシシッピ・ヘビー級王座をジョージからそれぞれ奪取している。以降MSWAでは、アーニー・ラッド、テッド・デビアス、ジェイク・ロバーツ、ポール・オーンドーフ、キラー・カーン、ジム・ドゥガンらとタイトルを争った。
1980年から1981年にかけてはジョージア地区（ジム・バーネット主宰のジョージア・チャンピオンシップ・レスリング）にも出場し、ベビーフェイスとしてマスクド・スーパースター、ボブ・スウィータン、アレックス・スミルノフ、ケン・パテラなどと抗争。アメリカ再修行中の天龍源一郎とも対戦した。フロリダ地区（エディ・グラハム主宰のチャンピオンシップ・レスリング・フロム・フロリダ）ではヒールとなり、ジョージアで共闘していたミスター・レスリング2号のNWAフロリダ・ヘビー級王座に挑戦。1982年2月20日にはセントピーターズバーグにて、海外遠征に出ていたジャイアント馬場とのシングルマッチも行われている。
1983年、ニューヨークのWWFに「カナダでもっとも偉大なアスリート（Canada’s Greatest Athlete）」を自称するヒールとして参戦。キャプテン・ルー・アルバーノをマネージャーに迎え、ボブ・バックランドのWWFヘビー級王座に挑戦、アンドレ・ザ・ジャイアントともシングルマッチで対戦した。1984年1月にはWWFとの提携ルートで新日本プロレスに来日、当時WWF王者になったばかりのハルク・ホーガンのタッグ・パートナーを務めた。以降も新日本プロレスに度々来日し、1985年5月にはIWGPリーグ戦の第3回大会に出場したが、予選トーナメントで藤波辰巳に敗れている。
その間、アメリカではテネシー州メンフィスのCWAに参戦、1984年12月にNWAミッドアメリカ・ヘビー級王座を獲得し、翌年にかけてジェリー・ローラー、ジミー・バリアント、ランディ・サベージらとタイトルを争った。戴冠中の1985年1月14日には、メンフィスのミッドサウス・コロシアムで行われたAWA南部タッグ王座の争奪トーナメントにエディ・ギルバートと組んで出場している（準決勝でロックンロール・エクスプレスに敗退）。
その後もテネシー地区や東部のインディー団体などに登場しつつ、1990年代半ばまでヒールの大物ジョバーとしてWWFに定着、ベビーフェイスのスター選手の引き立て役に徹する。当時のWWFではTVテーピング番組の「第1試合」の常連であり、彼を破ることでベビーフェイス勢は自分の実力をファンにアピールできた。他団体での実績に反し、ポジションには恵まれなかったものの、1980年代のWWFを影で支えた功労者としてファンの認知度は高い。
1988年10月16日に開催されたキング・オブ・ザ・リングでは、1回戦で同じヒール陣営のジョバーであるボリス・ズーコフを下し、ビッグイベントにおける数少ない勝利を収めたが、2回戦でテリー・テイラーに敗退。1995年5月16日、ドゥエイン・ギルと組んでスモーキン・ガンズ（ビリー・ガン&バート・ガン）のジョバーを務めた試合が、WWFにおける最後のTVマッチ登場となった。
引退後はニュージャージー州ブリックにてプロレスリング・スクールを開校し、後進の指導・育成に携わった。教え子には、WWEで活躍したサイモン・ディーンやチャーリー・ハース、WCWやTNAを経て全日本プロレスで活躍したジェリー・トゥーティ、コンバット・ゾーン・レスリングの殿堂に迎えられたジョン・ダーマーなどがいる。
2016年1月17日、オンタリオ州ハミルトンの自宅にて死去。64歳没。8年前から健康に問題を抱え、生活にも支障をきたしていたという。

## 追記
- 生活態度は非常に真面目で、ステロイド剤はもちろん酒やタバコも一切やらなかったという[25]。
- 極度の潔癖症で知られ、バックステージでは「ミスター・クリーン」の異名を持つ。1日に何度もシャワーを浴び、携帯用のアイロンを持参して着替えの服に少しでも皺が寄ればアイロン掛けをしていた。試合後、長時間シャワー室で体を洗っているうちに会場内には誰もいなくなり、会場の出入口に鍵をかけられてしまったこともあるという[16]。彼の度を越したキレイ好きについてはダイナマイト・キッドやハルク・ホーガンも自著で触れており[26]、来日時もミスター高橋や田中秀和が手記などで話題にしていた。
- WWFで長年に渡ってジョバーを任された試合巧者であり、新日本プロレス参戦時に対戦した武藤敬司からも「巧かった」と評価されている[27]。
- WWFでビリー・ジャック・ヘインズとの試合後、シャープのレスリングスタイルに一方的に不満を爆発させたヘインズに過度の暴行を受けたことがある[28]。しかし、バックステージでのシャープは好人物として大勢から好かれていたため、多くのレスラーがシャープを支持してヘインズを非難した（この事件後、ヘインズはWWFを解雇されている）[28]。

## 得意技
- ハンマー・パンチ
- カナディアン・バックブリーカー
- エアプレーン・スピン

## 獲得タイトル
NWAオールスター・レスリング
- NWAパシフィック・コースト・ヘビー級王座：1回 [3]
- NWAカナディアン・タッグ王座（バンクーバー版）：2回（w / ブラック・アベンジャー、サルバトーレ・ベロモ） [29]

NWAトライステート / MSWA
- ミッドサウス・ブラスナックル王座：1回 [30]
- ミッドサウス・ルイジアナ・ヘビー級王座：2回 [5]
- ミッドサウス・ミシシッピ・ヘビー級王座：2回 [6]

コンチネンタル・レスリング・アソシエーション
- NWAミッドアメリカ・ヘビー級王座：1回 [14]